# Munteni
Munteni is een Roemeense gemeente in het district Galați.
Munteni telt 7272 inwoners.